# Давид IX
Давид IX (груз. დავით IX); (? — 1360) — царь Грузии (1346—1360). Сын царя Георгия V. Из династии Багратионов.

## Правление
В царствование Давида IX по стране распространилась «Черная смерть» (1348), в результате которой погибли тысячи людей. В это время Грузия пережила несколько набегов монголов (Чобаниды). В стране настал экономический кризис.
Давид IX скончался в Гегути. Похоронен в Гелати.

## Семья
Был женат на Синдухтар, дочь атабага Кваркваре I Джакели. В этом браке родились трое детей:
- Баграт V Великий, царь Грузии (1360—1393).
- Гульхан-Евдокия (? — 2.05.1395), царевна. Была замужем за императором Трапезунда Мануилом III Комненом (1390—1412).
- Гулшар, царевна. Была замужем за Иоанном Квенипневели, эриставом Ксанским.